# Народный стадион (Яньцзи)
Народный стадион Яньцзи — (кит. 延吉人民体育场, кор. 연길 인민 체육장, англ. Yanji People's Stadium) — многофункциональный стадион, располагающийся в городе Яньцзи (Яньбянь-Корейский автономный округ, Цзилинь). Вмещает 50,000 и является домашним стадионом для клуба первой лиги Китая по футболу «Яньбянь Чанбайху» (с 1994 года).